# Ona (Ålesund)
Ona ist eine Insel an der Westküste Norwegens. Sie liegt in der Kommune Ålesund in der Provinz (Fylke) Møre og Romsdal.

## Geografie
Ona liegt im Norden des zur Gemeinde Ålesund gehörenden Küstenabschnitts. Bis Ende 2019 gehörte sie zur damaligen Kommune Sandøy. Sie ist Teil der gleichnamigen Inselgruppe, zu der auch die Insel Husøya gehört. Die beiden Inseln sind mit einer Brücke verbunden. Die Insel Ona ist im Osten besiedelt, im Jahr 2018 lebten dort 18 Personen. Weiter westlich liegt auf einer Anhöhe das Leuchtfeuer Ona fyr.